# Месники: Війна нескінченності
«Ме́сники: Війна́ Нескінче́нності» (англ. «Avengers: Infinity War») — американський супергеройський фільм, знятий братами Руссо за мотивами коміксів про однойменну команду видавництва Marvel. Він є продовженням фільмів кінематографічного всесвіту Marvel. Також він є продовженням фільмів «Месники» та «Ера Альтрона». Фільм був оголошений в жовтні 2014 року під назвою «Месники: Війна нескінченності - Частина 1». У квітні 2015 року брати Руссо стали режисерами картини, а в травні Маркус і МакФі приєдналися до роботи над сценарієм. У липні 2016 року студія Marvel скоротила назву до «Месники: Війна Нескінченності». Знімання почалися в січні 2017 року в Pinewood Atlanta Studios в окрузі Фейет, штат Джорджія, і тривали до липня того ж року. Додаткові знімання проходили в Шотландії, Англії, центральній частині Атланти та Нью-Йорку.
Фільму адаптує сюжет та елементи коміксу «Рукавиця нескінченності» (1991) Джима Старліна та коміксу «Нескінченність» (2013) Джонатана Гікмана.
Прем'єра стрічки в Україні відбулась 26 квітня 2018 року у форматі 3D та IMAX 3D.
На 1 березня 2024 року фільм займав 64-ту позицію у списку 250-ти найкращих фільмів за версією IMDb.

## Синопсис
Через чотири роки після подій, що були показані у фільмі «Вартові галактики 2» частина Месників та Вартові галактики об'єднуються, щоб зупинити Таноса, який збирає Камені Вічности. За допомогою цих каменів та рукавиці Танос зможе змінювати реальність за своїм бажанням.

## Сюжет
Заволодівши Каменем Сили з планети Зандар, Танос разом з Чорним Орденом нападає на космічний корабель, в якому знаходяться Тор, його брат Локі, Халк, Геймдал і асгардійці, що залишилися в живих після Раґнароку. Корабель подає сигнал лиха. Танос катує Тора і погрожує вбити його, якщо Локі не віддасть йому Камінь Простору. Халк нападає на Таноса, але той перемагає, навіть не використавши камінь сили. Локі віддає тесеракт, і лиходій знищує куб, витягує камінь і вставляє в рукавичку. Геймдал з останніх сил через Біфрост відправляє Халка до Землі попередити про загрозу, після чого гине від рук Таноса. Танос посилає Чорний Орден — Кула Обсидіана, Ебонове Воло, Корвуса Ґлейва і Проксіму Міднайт знайти два інших камені, які знаходяться на Землі. Він вбиває Локі на очах у Тора, після чого знищує корабель.
Халк приземляється в храмі «Санктум Санкторум» в Нью-Йорк Сіті та перетворюється на Брюса Беннера. Він попереджає Доктора Стренджа і Вонга про те, що Танос прямує до Землі. Стрендж просить про допомогу Тоні Старка. Вонг розповідає Тоні про Камені Вічности — кристали, що володіють необмеженою силою і якими хоче заволодіти Танос. Вони знаходилися в різних куточках всесвіту: Камінь Душі у невідомому місці(у святині на планеті Вормір), Камінь Розуму (зі скіпетра Локі) розташований у лобі Віжена, Камінь Реальності у Колекціонера, а Камінь Часу знаходиться у Стренджа в Оці Агамото.
У Нью-Йорк прилітає один з кораблів Таноса, на якому знаходяться Ебонове Воло і Кул Обсидіан. Воло, володіючи телекінетичними здібностями, намагається забрати у Стренджа Камінь Часу. Однак йому це не вдається, і він викрадає його разом з Оком Агамото. Старк і прибулий на допомогу Пітер Паркер борються з Обсидіаном, після чого потрапляють на корабель. Воло катує Стренджа, щоб той зняв захист із Каменю. Пітер в костюмі Залізного павука, разом з Тоні придумують план дій. Після того, як Залізна людина пробиває отвір у кораблі, чаклуна викидає у відкритий космос, де він гине. Беннер зв'язується зі Стівом Роджерсом, який знає місцеперебування Віжена, а Вонг залишається охороняти Санктум Санторум.
Віжен зі своєю коханою, Вандою Максимовою, знаходяться в Шотландії. На них нападають Ґлейв і Проксіма і намагаються витягнути з його голови Камінь Розуму. Проте прибулі на допомогу Стів Роджерс, Сем Вілсон і Наташа Романова відбивають напад, після чого вони направляються доïдати Джеймса Роудса на базу Месників. Віжен пропонує знищити камінь, тим самим порушивши план Таноса, однак це призведе до його загибелі. Беннер робить висновок про те, що є спосіб, при якому андроїд виживе. Вони вирішують звернутись до високорозвинених технологій Ваканди.
Вартові Галактики отримують сигнал лиха, після чого знаходять уламки корабля, зруйнованого Таносом, а також рятують Тора. Ґамора розповідає йому, що її батько з допомогою каменів збирається знищити половину мешканців всесвіту, щоб захистити її від перенаселення і зберегти рівновагу. Якщо Танос вставить всі шість каменів у свою Рукавичку Нескінченності, то здійснить свій план, клацнувши пальцями. Тор припускає, що тепер мета Таноса — Камінь Реальності, який знаходиться у Колекціонера на Ніденії. Оскільки Тору треба нову зброю для боротьби з титаном замість втраченого молота, він разом з Ракетою і Грутом летить на Нідавелір (тільки Ракета чув про це місце, тому Тор вирішив взяти його з собою). Своєю чергою Пітер Квілл, Ґамора, Дрекс і Богомолиця вирушають на Ніденію і виявляють, що Танос вже заволодів Каменем Реальності. Танос викрадає Ґамору, яка розкриває місцеперебування Каменя Душі, щоб позбавити свою зведену сестру Небулу від тортур. Вони вирушають на планету Вормір, де Танос дізнається від Червоного Черепа, що повинен принести в жертву людину, яку любить, щоб дістатися до Каменя Душі. Зі сльозами на очах він жертвує Ґаморою і таким чином отримує камінь.
Небула тікає з полону і просить Вартових зустріти її на Титані, батьківщині Таноса. Корабель Вола з Тоні, Пітером і Стренджем на борту прибуває туди ж. Приземлившись на Титані, вони зустрічають Зоряного Лорда, Дрекса і Богомолицю, після чого між ними розгортається бій (Вартові вважають Месників за прибічників Таноса), але непорозуміння вдається владнати, після чого герої почали розробляти план дій. Стрендж, використовуючи Камінь Часу, бачить 14 000 625 варіантів битви, з яких Танос програє лише в одному. Коли Танос прибуває на Титан, його зустрічає Стрендж, поки всі інші сховалися за планом. Танос пояснює свої плани бажанням забезпечити виживання Всесвіту, якому загрожує загибель. Починається битва і героям, спільними зусиллями, вдається знерухомити Таноса. У них майже виходить зняти рукавичку, однак коли стає відомо, що Танос вбив Ґамору, Пітер в гніві починає бити лиходія, тим самим виводячи його з-під контролю Богомолиці та він отямлюється. Танос легко перемагає кожного з них, а опісля сильно ранить Залізну людину. Погрожуючи вбити, він змушує Стренджа віддати Камінь Часу, тим самим зберігши життя Старку.
Тим часом Тор дістався до Нідавеліра, але зірка, необхідна для виготовлення зброї, згасла. Гном Ейтрі розповідає, як одного разу Танос атакував кузню і змусив викувати йому Рукавичку Нескінченності. Тор з допомогою Ракети власноруч запускає плавильну піч, однак енергія зірки майже вбиває його. Ейтрі робить для Тора нову зброю — сокиру Каменеборець, а Ґрут жертвує руку для руків'я.
Після прибуття в Ваканду Роджерс зустрічається з Бакі Барнсом, який отримав новий протез від короля Т'Чали. Сестра Т'Чали, Шурі починає витягувати камінь з голови Віжена, щоб Ванда змогла його знищити. Вторгається армія Таноса, і Месники борються з нею разом із силами Ваканди. Беннер, не в змозі перетворитися на Халка, б'ється в броні Старка — «Халкбастері». Тор, Ракета і Ґрут прибувають на землю (Каменеборець здатний відкрити Біфрост) і згуртовують захисників. Ванда разом з Чорною Вдовою та Окоє вбивають Проксіму, Бенер з допомогою «Халкбастера» вбиває Обсидіана, а Капітан Америка і Віжен — Корвуса. Прибуває Танос, і Віжен нагадує Червоній Відьмі про обіцянку знищити камінь в його голові, щоб він не потрапив в руки Таноса. Танос із легкістю перемагає усіх, хто вирішив захищати Ванду. Вона успішно справляється із завданням, але Танос повертає час назад, відновлює Віжена, а після вириває артефакт з його голови, вбиваючи його. Після того, як Танос поміщає останній камінь у рукавичку, на нього нападає Тор і ранить в груди. Але Танос робить клацання пальцями й телепортується. Незабаром Бакі перетворюється на пил і зникає. Те ж саме відбувається послідовно з Т'Чалою, Вандою, Соколом і Ґрутом. В цей же час на Титані також перетворюються на пил Дрекс, Богомолиця, Пітер Квілл і Доктор Стрендж. Старк намагається заспокоїти Пітера, обіцяючи йому, що все буде добре, але і він розпадається. У живих на планеті залишаються тільки Залізна Людина і Небула, яка повідомляє, що Танос все-таки здійснив свій план і стер половину населення всесвіту.
У Ваканді Стів Роджерс, усвідомивши, що накоїв Танос, вимовляє лише одну фразу: «Боже мій...». Танос переміщається на невідому мирну планету, де нарешті, відпочиває, після скоєного.

### Сцена після титрів
У сцені після титрів Нік Ф'юрі та Марія Гіл стають свідками хаосу на вулицях Нью-Йорка через зникнення половини землян. На очах у Ф'юрі Гіл розсипається в пил. Нік також починає розлітатись на пил, однак встигає включити секретний пейджер. В останніх кадрах видно екран пристрою, на якому йде процес передачі повідомлення, а потім на весь екран розгортається емблема Капітана Марвел.

## У ролях

### Акторський склад
- Роберт Дауні мл. — Тоні Старк / Залізна людина:

Лідер та покровитель Месників і самопроголошений геній, мільярдер, плейбой та філантроп з електромеханічними обладунками свого власного винаходу.
- Кріс Гемсворт — Тор:

Месник і Король Асґарду, оснований на однойменному скандинавському міфологічному божеству.
- Марк Раффало — Брюс Беннер / Галк:

Месник і геніальний вчений, який, через вплив гамма-випромінювання, перетворюється на монстра, коли гнівається або хвилюється. Персонаж завершує сюжетну арку, яка була розпочата в «Торі 3: Раґнарок» і «Месниках: Війна нескінченності».
- Кріс Еванс — Стів Роджерс / Капітан Америка:

Супергерой-утікач та лідер фракції Месники. Будучи ветераном Другої світової війни, він досяг піку людських фізичних можливостей за допомогою експериментальної сироватки та опинився замороженим в анабіозі, перш ніж прокинутися в сучасному світі. Попри те, що фільм не входив в початковий контракт Еванса з Marvel на шість появ, остання з яких мала статися в «Месниками: Війна нескінченності», актор погодився з'явитися у фільмі, «бо це мало сенс. Він завершить все».
- Скарлетт Йоганссон — Наташа Романов / Чорна вдова:

Висококваліфікована шпигунка, член фракції Месників Роджерса та колишній агент Щ.И.Т.
- Бенедикт Камбербетч — доктор Стівен Стрендж:

Колишній нейрохірург, який, на шляху до зцілення після автомобільної аварії, відкрив прихований світ магічних і альтернативних вимірів та став Майстром містичних мистецтв.
- Бенісіо дель Торо — Колекціонер[en]:

Танеліір Тіван (Колекціонер) — один із Старійшин Всесвіту, який прийшов у самосвідомість мільярди років тому на планеті Cygnus X-1. Це надзвичайно впливовий персонаж, який володіє Споконвічною Владою. Спочатку з'явився у формі кволого, літнього гуманоїда, але пізніше набув сильнішого фізичного вигляду, який є його справжньою формою.
- Дон Чідл — Джеймс «Роуді» Роудс / Бойова машина:

Колишній офіцер Повітряних сил США, який володіє обладунками Войовника і є Месником.
- Том Голланд — Пітер Паркер / Людина-павук:

Підліток і Месник, який отримав надлюдські павучі здібності після укусу генетично модифікованого павука.
- Чедвік Боузман — Т'Чалла / Чорна пантера:

Король високорозвиненої африканської країни Ваканда, який здобув свої надздібності, проковтнувши «серцеподібну траву».
- Пол Беттані — Віжен:

Андроїд і Месник, створений зі штучного інтелекту ДЖАРВІС, Альтрона та Каменю розуму.
- Елізабет Олсен — Ванда Максимова:

Член фракції Месників Роджерса, яка володіє магією, а також гіпнотичними та телекінетичними можливостями.
- Ентоні Макі — Сем Вілсон / Сокіл:

Член фракції Месників Роджерса і колишній парашутист-рятівник, навчений в армії повітряному бою, використовуючи спеціально розроблені механічні крила.
- Себастіан Стен — Бакі Барнс / Зимовий солдат:

Висококваліфікований найманий убивця і союзник та кращий друг Роджерса, який відродився з промитими мізками після того, як вважався загиблим в бою під час Другої світової війни. Барнс, раніше знаний як Зимовий солдат, отримав прізвисько Білий вовк, які йому дали люди Ваканди, котрі допомогли йому видалити програму ГІДРИ.
- Том Гіддлстон — Локі:

Названий брат Тора, оснований на однойменному скандинавському міфологічному божеству.
- Ідріс Ельба — Геймдалл:

Асгардієць і колишній вартовий мосту Біфрест.
- Бенедикт Вонґ — Вонґ:

Один з майстрів містичного мистецтва, якому доручено захистити деякі з найцінніших реліквій і книг Камара-Тадж.
- Пітер Дінклейдж — Ейтрі:

Король гномів Нідавелліра та зброяр.
- Пом Клементьєв — Богомолиця:

Член Вартових з емпатійними силами.
- Карен Гіллан — Небула:

Названа дочка Таноса, яка була вихована з Ґаморою як рідна сестра.
- Дейв Батиста — Дракс Руйнівник:

Член Вартових і воїн у пошуках помсти Таносу за вбивство його сім'ї.
- Зої Салдана — Ґамора:

Член Вартових, яка є сиротою з інопланетного світу, яка прагне спокутувати провину за минулі злочини. Вона була навчена Таносом бути якого особистою найманою вбивцею.
- Бредлі Купер — Єнот Ракета:

Член Вартових, який є генно-інженерним мисливцем та найманцем, є майстром зброї та тактики бою. Шон Ґанн був запрошений в якості захоплення рухів персонажа.
- Він Дізель — Ґрут:

Член Вартових, який є деревоподібним гуманоїдом і спільником Єнота Ракети.
- Гвінет Пелтроу — Вірджинія «Пеппер» Паттс:

Наречена Старка і генеральний директор компанії «Старк Індастріс».
- Джош Бролін — Танос:

Міжгалактичний деспот, який зібрав усі Камені нескінченності, та винищив половину всесвіту. Окрім озвучення персонажа, Бролін також виконав захоплення руху на знімальному майданчику.
- Кріс Пратт — Пітер Квілл / Зоряний лицар:

Напівлюдина, напівцелестіал і лідер Вартових Галактики, якого викрала з Землі в дитинстві та виростила група інопланетних злодіїв та контрабандистів під назвою Спустошувачі
- Джон Фавро — Гарольд «Геппі» Гоґан:

Колишній глава служби безпеки «Старк Індастріс» і водій та охоронець Тоні Старка
На додаток, Данай Гуріра з'явилася у ролі Окоє, Аріана Грінблатт зіграла Ґамору в дитинстві, Летиція Райт виконала роль Шурі, Керрі Кондон озвучила штучний інтелект F.R.I.D.A.Y., Вільям Герт зіграв Тадеуса Росса, Стен Лі зявився з камео у ролі водія шкільного автобусу.

### Український дубляж
- Дистриб'ютор - B&H Film Distibution
- Студія дубляжу - LeDoyen
- Режисер дубляжу - Костянтин Лінартович
- Перекладач - Олег Колесніков
- Ролі дублювали:
  - Тоні Старк / Залізна людина — Олег Лепенець
  - Тор — Дмитро Гаврилов
  - Брюс Беннер / Галк — Роман Чорний
  - Стів Роджерс / Капітан Америка — Дмитро Лінартович
  - Наташа Романова / Чорна Вдова — Наталя Романько
  - Джеймс Роудс / Бойова машина — Дмитро Вікулов
  - Доктор Стрендж — Андрій Мостренко
  - Пітер Паркер / Людина-павук — Руслан Драпалюк
  - Т'Чала / Чорна пантера — Олексій Череватенко
  - Ґамора — Ксенія Любчик
  - Небула — Аліна Проценко
  - Локі — Дмитро Терещук
  - Ванда Максимова / Багряна відьма — Дарина Муращенко
  - Сем Вілсон / Яструб — Денис Жупник
  - Бакі Барнс / Зимовий Солдат — Юрій Кудрявець
  - Геймдал — Григорій Герман
  - Окоє — Тамара Антропова
  - Ейтрі — Микола Боклан
  - Вонґ — Сергій Солопай
  - Богомолиця — Ірина Василенко
  - Дрекс — Володимир Кокотунов
  - Ґрут — Борис Георгієвський
  - Ракета — Назар Задніпровський
  - Пепер Паттс — Ірина Ткаленко
  - Колекціонер — Андрій Твердак
  - Танос — Михайло Кришталь
  - Пітер Квіл / Зоряний лицар — Володимир Заєць
  - Шурі — Олена Бушевська
  - Ебенове Воло (Ебоні Мо) — Роман Чупіс
  - А також: Олександр Шевчук, Юлія Перенчук, Олександр Печериця, Олександр Ігнатуша, Марія Єременко, Костянтин Лінартович, Андрій Ісаєнко, Анастасія Чумаченко, Сергій Кияшко, Софія Олещенко, Павло Голов, Леонід Попадько, Вікторія Кулініч, Юрій Висоцький та інші.

## Виробництво

### Розробка
У жовтні 2014 року студія Marvel оголосила дату виходу фільму «Месники: Війна нескінченності», розділеного на дві частини: «Частина 1» - 4 травня 2018 року, «Частина 2» - 3 травня 2019 року. Режисерське крісло дилогії дісталося братам Ентоні та Джо Руссо. Як сценаристів студія запросила Крістофера Маркуса і Стівена МакФі. Основою для сюжету послужила серія коміксів «Рукавичка Нескінченності» Джима Старліна і «Нескінченність» Джонатана Хікмана. При зніманні режисери надихалися фільмами про пограбування 80-х років. Ентоні Руссо відзначав, що Танос полює за Камінням Нескінченності в стилі «бий і хапай».  У травні 2016 року брати Руссо заявили про намір поміняти назви картин, оскільки підзаголовки «Частина 1» і «Частина 2» вводять шанувальників в оману. Пізніше в липні студія Disney скоротила назву першої частини до «Месники: Війна нескінченності».

### Фільмування
Знімання блокбастера почалися 23 січня в павільйонах студії Pinewood Atlanta Studios і закінчилися 14 липня 2017 року.  В якості оператора-постановника стрічки виступив Трент Опалок.  «Месники: Війна нескінченності» стали першою голлівудською кінострічкою, знятої повністю в цифровому форматі IMAX.  Знімання велося на камери Arri Alexa з дозволом 6,5K.  Стрічку було знято у форматі 2,39: 1 і конвертована в 1,90: 1 для показу в IMAX-кінотеатрах.  Також для знімання використовувалися моделі камер Red Weapon Dragon VV і Helium S35, що знімають в дозволі 8K. Натурні знімання проводилися на території Шотландії, Англії, Атланти й Нью-Йорка. Фінальна сцена, де Танос милується заходом, знімалася на рисових терасах Банауе в провінції Іфугао на Філіппінах.

## Музика
У листопаді 2011 року стало відомо, що композитор Алан Сільвестрі, який написав музику до перших «Месників» у 2012 році, буде працювати над музичним супроводом «Війни нескінченності» і «Завершення».  Сільвестрі почав писати партитуру в січні 2018 року і закінчив наприкінці березня. За словами композитора, робота над музикою дала йому абсолютно відмінний досвід від усього, над чим Алан працював раніше.  Альбом вийшов 27 квітня 2018 року на цифрових майданчиках і 18 травня на CD.  Випусковим лейблом стала компанія Hollywood Records у співпраці з Marvel Music.  Крім того, випущено спеціальне видання, до складу якого увійшли 30 композицій, зокрема розширені версії.
Вся музика написана Аланом Сільвестрі.
| «Месники: Війна нескінченності» (Оригінальний саундтрек) | «Месники: Війна нескінченності» (Оригінальний саундтрек) | «Месники: Війна нескінченності» (Оригінальний саундтрек) |
| #                                                        | Назва                                                    | Тривалість                                               |
| -------------------------------------------------------- | -------------------------------------------------------- | -------------------------------------------------------- |
| 1.                                                       | «The Avengers»                                           | 0:25                                                     |
| 2.                                                       | «Travel Delays»                                          | 2:43                                                     |
| 3.                                                       | «Undying Fidelity»                                       | 5:05                                                     |
| 4.                                                       | «He Won’t Come Out»                                      | 2:31                                                     |
| 5.                                                       | «We Both Made Promises»                                  | 2:22                                                     |
| 6.                                                       | «Help Arrives»                                           | 4:21                                                     |
| 7.                                                       | «Hand Means Stop»                                        | 2:37                                                     |
| 8.                                                       | «You Go Right»                                           | 4:26                                                     |
| 9.                                                       | «Family Affairs»                                         | 3:51                                                     |
| 10.                                                      | «What More Could I Lose?»                                | 3:36                                                     |
| 11.                                                      | «A Small Price»                                          | 3:17                                                     |
| 12.                                                      | «Even for You»                                           | 2:14                                                     |
| 13.                                                      | «More Power»                                             | 4:07                                                     |
| 14.                                                      | «Charge!»                                                | 3:28                                                     |
| 15.                                                      | «Forge»                                                  | 4:22                                                     |
| 16.                                                      | «Catch»                                                  | 6:04                                                     |
| 17.                                                      | «Haircut and Beard»                                      | 3:02                                                     |
| 18.                                                      | «A Lot to Figure Out»                                    | 2:01                                                     |
| 19.                                                      | «The End Game»                                           | 2:17                                                     |
| 20.                                                      | «I Feel You»                                             | 2:48                                                     |
| 21.                                                      | «What Did It Cost?»                                      | 2:25                                                     |
| 22.                                                      | «Porch»                                                  | 0:59                                                     |
| 23.                                                      | «Infinity War»                                           | 2:35                                                     |
| 71:36                                                    |                                                          |                                                          |

| «Месники: Війна нескінченності» (Оригінальний саундтрек / Спеціальне видання) | «Месники: Війна нескінченності» (Оригінальний саундтрек / Спеціальне видання) | «Месники: Війна нескінченності» (Оригінальний саундтрек / Спеціальне видання) |
| #                                                                             | Назва                                                                         | Тривалість                                                                    |
| ----------------------------------------------------------------------------- | ----------------------------------------------------------------------------- | ----------------------------------------------------------------------------- |
| 1.                                                                            | «The Avengers»                                                                | 0:25                                                                          |
| 2.                                                                            | «Travel Delays» (Extended)                                                    | 4:45                                                                          |
| 3.                                                                            | «Undying Fidelity»                                                            | 5:05                                                                          |
| 4.                                                                            | «No More Surprises»                                                           | 4:04                                                                          |
| 5.                                                                            | «He Won’t Come Out» (Extended)                                                | 3:39                                                                          |
| 6.                                                                            | «Field Trip»                                                                  | 3:36                                                                          |
| 7.                                                                            | «Wake Him Up»                                                                 | 4:04                                                                          |
| 8.                                                                            | «We Both Made Promises» (Extended)                                            | 4:27                                                                          |
| 9.                                                                            | «Help Arrives» (Extended)                                                     | 5:38                                                                          |
| 10.                                                                           | «Hand Means Stop / You Go Right» (Extended)                                   | 7:18                                                                          |
| 11.                                                                           | «One Way Ticket»                                                              | 3:27                                                                          |
| 12.                                                                           | «Family Affairs» (Extended)                                                   | 5:37                                                                          |
| 13.                                                                           | «What More Could I Lose?» (Extended)                                          | 5:07                                                                          |
| 14.                                                                           | «A Small Price»                                                               | 3:17                                                                          |
| 15.                                                                           | «Even for You»                                                                | 2:15                                                                          |
| 16.                                                                           | «Morning After»                                                               | 2:08                                                                          |
| 17.                                                                           | «Is He Always Like This?»                                                     | 3:23                                                                          |
| 18.                                                                           | «More Power»                                                                  | 4:07                                                                          |
| 19.                                                                           | «Charge!»                                                                     | 3:28                                                                          |
| 20.                                                                           | «Forge»                                                                       | 4:22                                                                          |
| 21.                                                                           | «Catch»                                                                       | 6:04                                                                          |
| 22.                                                                           | «Haircut and Beard» (Extended)                                                | 3:51                                                                          |
| 23.                                                                           | «A Lot to Figure Out» (Extended)                                              | 3:08                                                                          |
| 24.                                                                           | «The End Game» (Extended)                                                     | 2:34                                                                          |
| 25.                                                                           | «Get That Arm / I Feel You» (Extended)                                        | 4:45                                                                          |
| 26.                                                                           | «What Did It Cost?» (Extended)                                                | 3:35                                                                          |
| 27.                                                                           | «Porch»                                                                       | 0:59                                                                          |
| 28.                                                                           | «Infinity War»                                                                | 2:35                                                                          |
| 29.                                                                           | «Old Tech»                                                                    | 1:06                                                                          |
| 30.                                                                           | «End Credits»                                                                 | 7:31                                                                          |
| 116:18                                                                        |                                                                               |                                                                               |

## Випуск
Фільм розпочав свій міжнародний прокат 25 квітня 2018 року, перш ніж вийти у США 27 квітня в IMAX та 3D. Спочатку його планували випустити 4 травня.

### Рекламна кампанія
- Постери:
  1. Тизер-постер було опубліковано 28 листопада 2017 року.[37]
  2. Повноцінний постер з'явився 16 березня 2018 року.[38]
  3. Персональні постери персонажів фільму були опубліковані 4 квітня 2018 року.[39]
  4. Ексклюзивний промо-постер для IMAX було опубліковано 12 квітня 2018 року.[40]
- Трейлери:

1. Дебютний трейлер був представлений на шоу Good Morning America 28 листопада 2017 року.[41][42]
Трейлер став найпопулярнішим в історії, набравши 230 млн переглядів за добу, і обігнавши показники трейлера жахів «Воно» (197 млн).[43]
2. 16 березня 2018 року з'явився другий трейлер. Ролик зумів набрати 1 млн переглядів на YouTube за перші три години після виходу.[44][45]
Ролик набрав 179 млн переглядів за перші 24 години і продемонстрував третій результат за всю історію, після першого трейлера «Війни нескінченності» і «Воно».
Попередній рекорд належав трейлеру фентезі «Красуня і чудовисько», який набрав 128 млн переглядів[46].

## Сприйняття

### Касові збори
«Месники: Війна нескінченності» зібрали $678,815,482 в США і Канаді та $,1,368,872,249 в решті світу, всього зібравши $,2,047,687,731.  Картина посіла четверту сходинку в списку найкасовіших стрічок всіх часів; першу за підсумками прокату 2018 року, серед фільмів Marvel і кінокоміксів в історії.
За прем'єрний вікенд в загальносвітовому прокаті треті «Месники» зібрали $640,5 млн, продемонструвавши таким чином найбільший старт в історії кінопрокату. Раніше рекорд по зборах утримував «Форсаж 8» ($ 541,9 млн).  Картина подолала позначку в $1 млрд за 11 днів і побив результат сьомого епізоду «Зоряних воєн», який зібрав ту ж суму за 12 днів прокату.  Крім того, у другому вікенді покази в залах 4DX принесли $13,5 млн, що стало рекордним показником для цього формату.  12 червня 2018 року світові збори блокбастера через 48 днів перевищили $2 млрд. Заробивши $140 млн у всесвітньому прокаті в IMAX, фільм показав третій кращий результат після «Аватара» і «Пробудження сили», а також став найуспішнішим серед фільмів Marvel.

### Відгуки
Фільм отримав позитивні відгуки кінокритиків і глядачів.
- На сайті Rotten Tomatoes рейтинг складає 84% з середнім балом 7,5 з 10, на основі 396 рецензій.[49]
- На Metacritic – 68 балів зі 100 на основі 53 рецензій.[50]

Багато критики особливо високо оцінили акторську гру Джоша Броліна, який виконав роль Таноса. 
- Річард Ропер з «Chicago Sun-Times» назвав його виконання ролі найцікавішим у фільмі.[51]
- Тодд Маккарті з «The Hollywood Reporter» описав, що «спокій Броліна надає персонажу несподівано резонансний емоційний вимір, який робить його набагато цікавішим, ніж просто товстою фігурою суперлиходія».[52]

Оглядач сайту mrpl.city Іван Синєпалов назвав стрічку найкращою серед тих, що вийшли в український прокат у 2018 році. Він стверджує, що «„Війна нескінченності“ у світі кінокоміксів — це як „Імперія завдає удару у відповідь“ у світі космоопери та наукової фантастики. Це стрічка, після якої популярність та якість жанру неминуче піде на спад, адже це взірець, який майже неможливо перевершити».

### Нагороди
| Рік  | Нагорода                    | Категорії                       | Нагороджений                                                    | Результат | Дж     |
| ---- | --------------------------- | ------------------------------- | --------------------------------------------------------------- | --------- | ------ |
| 2018 | Golden Trailer Awards       | Кращий екшн                     | "Millions" (Mocean)                                             | Номінація | [ 54 ] |
| 2018 | Golden Trailer Awards       | Кращий тизер                    | "Balance" (Mocean)                                              | Номінація | [ 54 ] |
| 2018 | Golden Trailer Awards       | Краща оригінальна композиція    | "Millions" (Mocean)                                             | Номінація | [ 54 ] |
| 2018 | 2018 MTV Movie & TV Awards  | Кращий фільм                    | Месники: Війна нескінченності                                   | Номінація | [ 55 ] |
| 2018 | 2018 MTV Movie & TV Awards  | Кращий злодій                   | Джош Бролін                                                     | Номінація | [ 55 ] |
| 2018 | 2018 MTV Movie & TV Awards  | Краща бійка                     | Скарлет Йоханссон, Данай Гуріра, Елізабет Олсен проти Керрі Кун | Номінація | [ 55 ] |
| 2018 | 44th People's Choice Awards | Фільм 2018 року                 | Месники: Війна нескінченності                                   | Перемога  | [ 56 ] |
| 2018 | 44th People's Choice Awards | Екшн-фільм 2018 року            | Месники: Війна нескінченності                                   | Перемога  | [ 56 ] |
| 2018 | 44th People's Choice Awards | Чоловіча зірка фільму 2018 року | Кріс Гемсворт                                                   | Номінація | [ 56 ] |
| 2018 | 44th People's Choice Awards | Чоловіча зірка фільму 2018 року | Роберт Дауні (молодший)                                         | Номінація | [ 56 ] |
| 2018 | 44th People's Choice Awards | Жіноча зірка фільму 2018 року   | Скарлет Йоханссон                                               | Перемога  | [ 56 ] |
| 2018 | 44th People's Choice Awards | Зірка екшн-фільму 2018 року     | Кріс Гемсворт                                                   | Номінація | [ 56 ] |
| 2018 | 2018 Teen Choice Awards     | Вибір екшн-фільму               | Месники: Війна нескінченності                                   | Перемога  | [ 57 ] |
| 2018 | 2018 Teen Choice Awards     | Вибір актору екшн-фільму        | Кріс Еванс                                                      | Номінація | [ 57 ] |
| 2018 | 2018 Teen Choice Awards     | Вибір актору екшн-фільму        | Роберт Дауні (молодший)                                         | Перемога  | [ 57 ] |
| 2018 | 2018 Teen Choice Awards     | Вибір актору екшн-фільму        | Том Голланд                                                     | Номінація | [ 57 ] |
| 2018 | 2018 Teen Choice Awards     | Вибір акторки екшн-фільму       | Елізабет Олсен                                                  | Номінація | [ 57 ] |
| 2018 | 2018 Teen Choice Awards     | Вибір акторки екшн-фільму       | Скарлет Йоханссон                                               | Перемога  | [ 57 ] |
| 2018 | 2018 Teen Choice Awards     | Вибір акторки екшн-фільму       | Зої Салдана                                                     | Номінація | [ 57 ] |
| 2018 | 2018 Teen Choice Awards     | Вибір злодія фільму             | Джош Бролін                                                     | Номінація | [ 57 ] |
| 2018 | 2018 Teen Choice Awards     | Вибір пари                      | Кріс Пратт та Зої Салдана                                       | Номінація | [ 57 ] |
| 2018 | 2018 Teen Choice Awards     | Вибір улюбленця                 | Марк Руффало                                                    | Номінація | [ 57 ] |
| 2019 | Оскар                       | Найкращі візуальні ефекти       | Ден Делію, Келлі Порт, Рассел Ерл та Ден Судік                  | Номінація | [ 58 ] |

## Сиквел
«Месники: Завершення» вийшли 25 квітня 2019 року. Режисерами знову виступили Ентоні і Джо Руссо, а сценаристами - Крістофер Маркус і Стівен МакФі.